# Eternal Winter's Prophecy
Eternal Winter's Prophecy è il terzo album in studio del gruppo musicale heavy metal finlandese Catamenia, pubblicato nel 2000.

## Tracce
1. Gates of Anubis − 3:06
2. Soror Mystica − 4:14
3. Blackmension − 3:49
4. Kingdom of Legions − 4:00
5. Half Moons, Half Centuries − 3:44
6. Forever Night − 2:50
7. Dawn of the Chosen World − 4:38
8. Eternal Winter's Prophecy − 3:26
9. In the Void − 4:53
10. The Darkening Sun − 4:51
11. In the Capricorn's Cradle − 3:23